# (132) Aethra
(132) Aethra ist ein Asteroid des mittleren Hauptgürtels, der am 16. August 1873 vom US-amerikanischen Astronomen James Craig Watson am Detroit Observatory in Ann Arbor entdeckt wurde.
Der Asteroid wurde benannt nach Aithra, in der Ilias die Mutter des griechischen Helden Theseus. Einer anderen Legende zufolge war Aithra eine der sieben Okeaniden. Sie starben aus Kummer über den Tod ihres Bruders Hyas und wurden in Sterne verwandelt, die Hyaden genannt wurden.
Die Bahn des Asteroiden besitzt eine große Exzentrizität, wodurch seine Periheldistanz (sonnennächster Punkt) zwar noch größer als das Perihel, aber kleiner als das Aphel (sonnenfernster Punkt) des Mars ist. Er wird daher zu den Marsbahngrazern gezählt und ist der größte unter diesen. Durch die Schrägstellung der Bahn des Asteroiden gegenüber der Marsbahn können sich die beiden Himmelskörper derzeit aber nicht näher kommen als bis auf etwa 55,0 Mio. km (0,37 AE). Durch eine Bahnresonanz (Kozai-Effekt) wird auch langfristig über mehrere Milliarden Jahre verhindert, dass sich (132) Aethra und Mars gegenseitig nahe kommen.

## Wissenschaftliche Auswertung
Aus Ergebnissen der IRAS Minor Planet Survey (IMPS) wurden 1992 Angaben zu Durchmesser und Albedo für zahlreiche Asteroiden abgeleitet, darunter auch (132) Aethra, für die damals Werte von 42,7 km bzw. 0,17 erhalten wurden. Nach der Reaktivierung von NEOWISE im Jahr 2013 und Registrierung neuer Daten wurden die Werte 2016 angegeben mit 60,1 km bzw. 0,09, diese Angaben beinhalten aber hohe Unsicherheiten. Eine neue Auswertung von WISE/NEOWISE-Daten speziell für Marskreuzer ergab 2017 Werte für den Durchmesser und die Albedo von 50,1 km bzw. 0,12.
Spektroskopische Untersuchungen von (132) Aethra im sichtbaren Licht und nahen Infrarot mit dem New Technology Telescope (NTT) am La-Silla-Observatorium in Chile am 25. Mai 2004 wiesen darauf hin, dass seine Oberfläche Sulfide wie Oldhamit oder Troilit enthalten könnte. Weitere spektroskopische Untersuchungen des Asteroiden an der Infrared Telescope Facility (IRTF) auf Hawaiʻi am 21. Mai und 18. August 2008 wiesen auch auf das Vorhandensein von Phyllosilicat- und/oder Hydroxid-Mineralen hin. Für einige Regionen auf dem Asteroiden wurde eisenreicher Chamosit als primäres Oberflächenmineral vermutet.

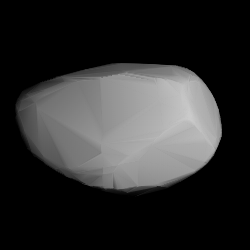
Berechnetes 3D-Modell von (132) Aethra

Photometrische Beobachtungen von (132) Aethra erfolgten erstmals vom 16. bis 19. Juni 1987 am Kitt-Peak-Nationalobservatorium in Arizona. Dabei wurde aber nur eine sehr lückenhafte Lichtkurve aufgezeichnet, aus der keine sichere Rotationsperiode abgeleitet werden konnte. Eine rasche Abfolge von Maxima und Minima wies allerdings auf einen schnellen Rotator hin. Dies konnte dann durch neue Messungen vom 9. bis 20. September 1989 am Mount-Lemmon-Observatorium in Arizona bestätigt werden, wo eine Rotationsperiode von 5,1684 h bestimmt wurde.
Aus archivierten Daten des Uppsala Asteroid Photometric Catalogue (UAPC) wurde dann in einer Untersuchung von 2009 für den Asteroiden ein Gestaltmodell und die Position der Rotationsachse für eine prograde Rotation mit einer Rotationsperiode von 5,16827 h bestimmt. Durch eine Auswertung von archivierten Lichtkurven des United States Naval Observatory in Arizona und der Catalina Sky Survey konnte dann kurz darauf die Position der Rotationsachse noch korrigiert werden.
Neue photometrische Messungen erfolgten vom 17. September bis 7. Oktober 2010 am Celbridge Observatory in Irland. Hier wurde eine Rotationsperiode von 5,168 h bestimmt, während aus Beobachtungen vom 25. bis 27. Juni 2018 an der Palmer Divide Station des Center for Solar System Studies in Colorado 5,171 h abgeleitet wurden. Im Jahr 2021 wurde aus archivierten Daten und photometrischen Messungen von Gaia DR2 erneut eine Rotationsachse mit prograder Rotation berechnet. Die Rotationsperiode wurde wieder zu 5,16827 h bestimmt.
Zwischen 2012 und 2018 wurden mit der All-Sky Automated Survey for Supernovae (ASAS-SN) auch photometrische Daten von 20.000 Asteroiden aufgezeichnet. Auf mehr als 5000 davon konnte erfolgreich die Methode der konvexen Inversion angewendet werden, darunter auch (132) Aethra, für die in einer Untersuchung von 2021 ein verbessertes dreidimensionales Gestaltmodell für eine Rotationsachse mit prograder Rotation und einer Periode von 5,16824 h berechnet wurde.